# Aritranis occisor
Aritranis occisor là một loài tò vò trong họ Ichneumonidae.